# Der Elfenbeinturm
Der Elfenbeinturm ist ein 1965 erstmals erschienener Science-Fiction-Roman des österreichischen Schriftstellers Herbert W. Franke.

## Handlung
Der Elfenbeinturm erzählt die Geschichte einer Gruppe von Rebellen, die einen in unbestimmter Zukunft perfektionierten Weltstaat bekämpft und bei dem Versuch, die auf dem Mond ansässige Weltregierung zu stürzen, in eine Zwangsgemeinschaft mit einer Gruppe von Wissenschaftlern gerät. Einander zunächst feindlich gesinnt, entdecken sie letztlich ihren gemeinsamen Antrieb, einen gesellschaftlichen Sinn in ihrem Leben zu finden. In den Dialogen finden sich diesbezüglich viele philosophische Gedankenspiele, die in die Handlung eingebunden sind. Nach einem Scheitern auf dem naheliegenden Weg setzt die Gruppe ihre Sinnsuche konsequent bis hin zu der Selbstaufgabe um.
Das „Science“ in der Fiktion bezieht sich hier eher auf die Geisteswissenschaften; was die Entwicklung der Technik betrifft, verbleibt der Roman wesentlich in dem, was in den 1960er Jahren bereits bekannt war. Heute könnte der Leser es deshalb etwas befremdlich finden, in einer zukünftigen Welt auf Lochkarten zu stoßen.

## Ausgaben
- Franke, Herbert W.: Der Elfenbeinturm. Goldmann, München 1965, DNB 451340744/DNB 451340736 (Erstausgabe).
- Franke, Herbert W.: Der Elfenbeinturm. 2., vom Autor überarbeitete Auflage. Goldmann, München 1982, ISBN 3-442-23049-7.
- Franke, Herbert W.: Der Elfenbeinturm, Suhrkamp, 1996, ISBN 978-3518384268
- Franke, Herbert W.: Der Elfenbeinturm (= SF-Werkausgabe Herbert W. Franke. Band 7). Erweiterte Ausgabe. p.machinery, Murnau 2017, ISBN 978-3-95765-088-7.[1]